# Forheim
Forheim är en kommun och ort i Landkreis Donau-Ries i Regierungsbezirk Schwaben i förbundslandet Bayern i Tyskland.
Kommunen ingår i kommunalförbundet Ries tillsammans med kommunerna Alerheim, Amerdingen, Deiningen, Ederheim, Hohenaltheim, Mönchsdeggingen, Reimlingen och Wechingen.